# ویندوز ارو
اروی ویندوز یک واسط گرافیکی کاربر است که قالب پیش‌فرض ویندوز ویستا و ویندوز ۷ بوده و به صورت غیر پیش‌فرض در سیستم‌عامل ویندوز سرور ۲۰۰۸ نیز موجود می‌باشد. نام آئرو از سرواژه‌های Authentic (قابل‌اعتماد)، Energetic (پرتوان)، Reflective (بازتابنده) و Open (آزاد) ساخته شده‌است. این واسط گرافیکی به مراتب تمیزتر، پرقدرتر، کارآمدتر و زیباتر از قالب لونا می‌باشد که در ویندوز اکس‌پی مورد استفاده قرار گرفته‌است. از ویژگی‌های آئرو می‌توان به پنجره‌های شفاف، تصاویر بند انگشتی و آیکن‌ها واقعی‌تر و تصاویر متحرک اشاره کرد.